# Echinodorus angustifolius
Echinodorus angustifolius es una especie de plantas de la familia  Alismataceae.
Nota: Haynes & Neilson clasifica esta especie como Helanthium bolivianum pero la última revisión por  Rataj (2004) mantiene la distinción. Menciona que puede ser triploide, mientras que bolivianus es diploide.

## Sinónimos
E. pusilla; E. tenellus var. latifolius

## Características
Es una planta acuática con las hojas sumergidas, estrechas y lanceoladas de 3–50 cm de longitud y 5–10 mm de ancho. Cada planta posee unas 20 hojas. Las hojas que emergen tienen 10–15 cm de longitud y 0.6–1 cm de ancho, estrechas y lanceoladas pareciéndose E. tenellus y E. latifolius. Tiene la inflorescencia erecta de 15 – 25 cm de longitud con 2-3 cabezas florales. Pedicelos de 1 – 3 cm de longitud; corola con  1.2 - 1.5 cm de diámetro, pistilos verdes. El fruto es un aquenio de 1.2 - 1.6 mm de longitud.
Difiere de E. latifolius por la diferenciación de las hojas emergidas en peciolo y lámina, pistilos verdes y márgenes de las hojas oscurecidos.

## Distribución
- En Brasil región del Mato Grosso.